# Boyup Brook
Boyup Brook är en ort i Australien. Den ligger i kommunen Boyup Brook och delstaten Western Australia, omkring 210 kilometer söder om delstatshuvudstaden Perth. Antalet invånare är 1 049.
Trakten runt Boyup Brook är nära nog obefolkad, med mindre än två invånare per kvadratkilometer.. Boyup Brook är det största samhället i trakten.
Trakten runt Boyup Brook består till största delen av jordbruksmark. Genomsnittlig årsnederbörd är 858 millimeter. Den regnigaste månaden är september, med i genomsnitt 164 mm nederbörd, och den torraste är februari, med 8 mm nederbörd.